# Drive-in

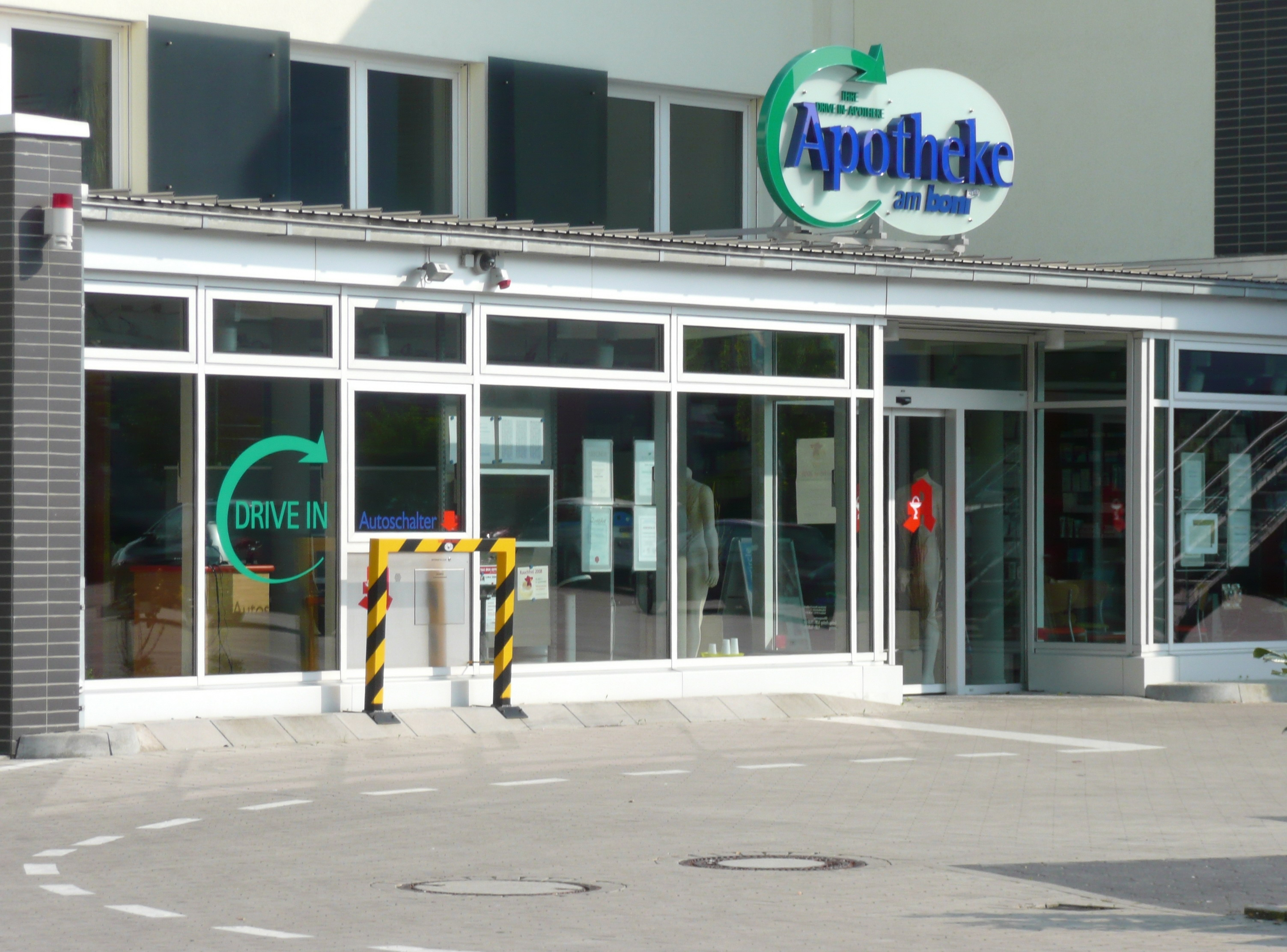
Drive-in-Apotheke in Witten (2008)

Ein Drive-in (v. engl. [to] drive in ‚hineinfahren‘, ‚[he]reinfahren‘) ist ist ein Servicekonzept, bei den Kunden bestimmte Dienstleistungen erhalten können, ohne dafür ihr Fahrzeug verlassen zu müssen. Drive-ins unterscheiden sich zum ähnlichen Prinzip Drive-throught oder verkürzt Drive-thru, indem man bei Drive-ins stehen bleibt, um die Leistung zu erhalten. Ein typisches Beispiel dafür ist ein Autokino. Bei Drive-throughts ist die Idee, dass man durch Stationen durchfährt, um seinen Service zu erhalten. In Deutschland werden die Begriffe nicht wirklich unterschieden, deswegen werden die eigentlichen Drive-throughts in Fastfood-Restaurants in Deutschland fast ausschließlich Drive-ins genannt.
In den USA und anderen englischsprachigen Ländern wird zwischen den Begriffen ernster unterschieden und echte Drive-in-Restaurants, bei den die Fahrzeug parkend bedient werden, sind zur Rarität geworden.

## Varianten
- Drive-in-Restaurant
- Drive-in-Kino (Autokino)
- Autoschalter einer Bank, siehe Autoschalter
- Drive-in-Pharmacy (oft amerikanischen drug stores angegliedert)
- Drive-in-Store (Store = Geschäft, in den USA populär)
- Drive-in-Baumärkte (in Europa zum Beispiel durch die belgische Baumarktkette Superbois populär gemacht, mittlerweile aber auch in Deutschland bei einigen Hornbach- und Bauhaus-Filialen vorhanden[1])
- Drive-in-Reinigungen
- Drive-thru casket viewing (Betrachten des aufgebahrten Verstorbenen vom Auto aus)[2]
- Drive-In-Vote, eine Wahlkabine, bei der vom Auto aus abgestimmt werden kann[3]
- „Drive-in“-Corona-Teststelle